# Clarias werneri
Clarias werneri är en fiskart som beskrevs av Boulenger, 1906. Clarias werneri ingår i släktet Clarias och familjen Clariidae. IUCN kategoriserar arten globalt som livskraftig. Inga underarter finns listade i Catalogue of Life.